# Rallye Japan 2006

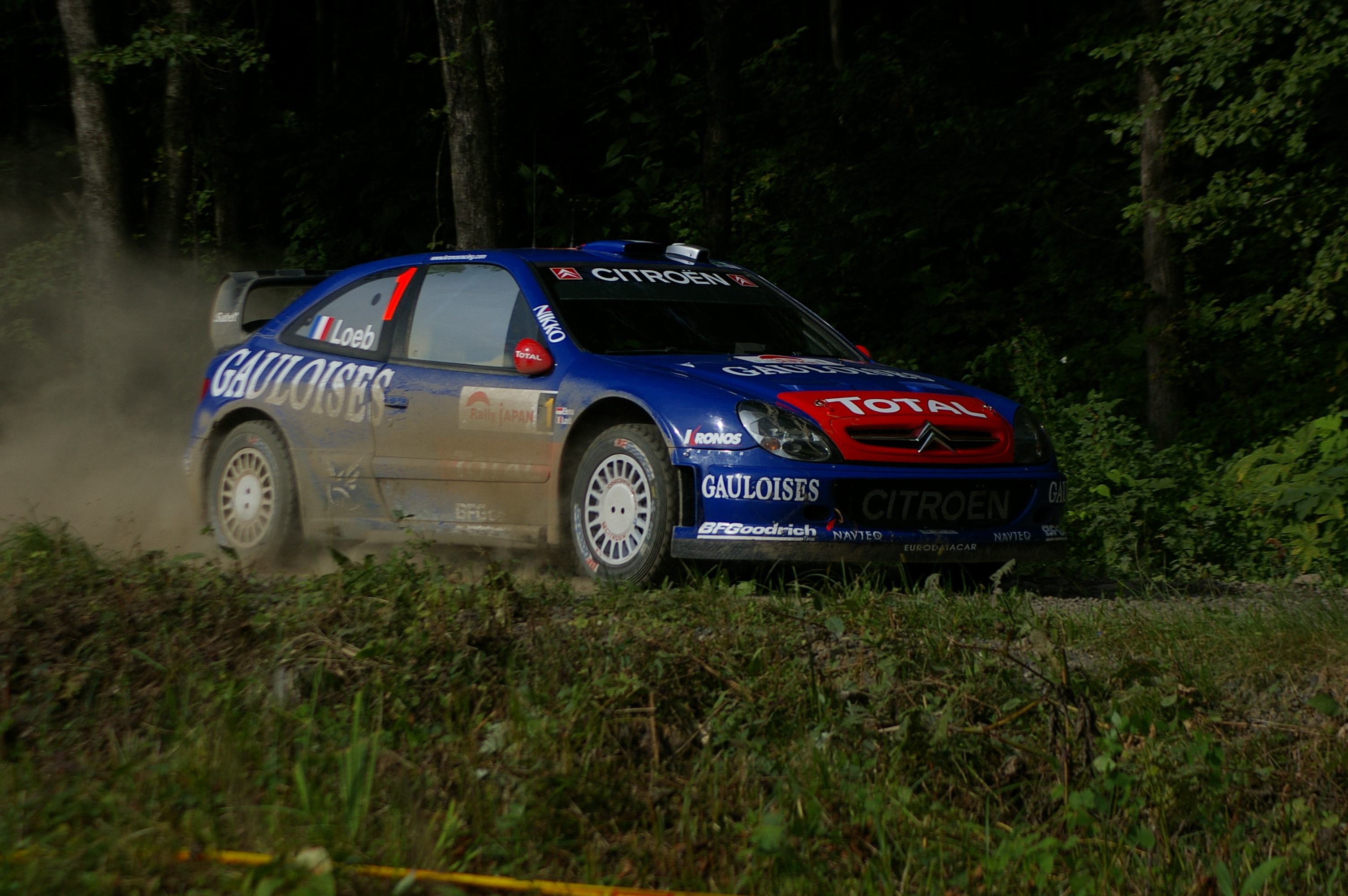
Sébastien Loeb und Daniel Elena im Citroën Xsara WRC bei der Rallye Japan 2006.

Die Rallye Japan war der 11. Lauf zur FIA-Rallye-Weltmeisterschaft 2006. Sie dauerte vom 1. bis zum 3. September 2006 und es waren insgesamt 27 Wertungsprüfungen (WP) zu fahren.

## Klassifikationen

### Endergebnis
| WRC     |                 |                 |                          |           |                 |    |
| 01      | Sébastien Loeb  | Daniel Elena    | Citroën Xsara WRC        | 3:22:20.4 | 00:00.0         | 10 |
| 02      | Marcus Grönholm | Timo Rautiainen | Ford Focus RS WRC        | 3:22:26.0 | 00:05.6         | 8  |
| 03      | Mikko Hirvonen  | Jarmo Lehtinen  | Ford Focus RS WRC        | 3:25:06.9 | 02:46.5 02:40.9 | 6  |
| 04      | Chris Atkinson  | Glenn Macneall  | Subaru Impreza S12 WRC   | 3:28:28.2 | 06:07.8 03:21.3 | 5  |
| 05      | Manfred Stohl   | Ilka Minor      | Peugeot 307 WRC          | 3:29:31.1 | 07:10.7 01:02.9 | 4  |
| 06      | Toshihiro Arai  | Tony Sircombe   | Subaru Impreza S12 WRC   | 3:31:25.5 | 09:05.1 01:54.4 | 3  |
| 07      | Petter Solberg  | Phil Mills      | Subaru Impreza S12 WRC   | 3:34:04.1 | 11:43.7 02:38.6 | 2  |
| 08      | Fumio Nutahara  | Daniel Barritt  | Mitsubishi Lancer Evo IX | 3:45:17.8 | 22:57.4 11:13.7 | 1  |
| 09      | Gabriel Pozzo   | Daniel Stillo   | Mitsubishi Lancer Evo IX | 3:45:45.2 | 23:24.8 00:27.4 | 0  |
| 10      | Marcos Ligato   | Ruben Garcia    | Mitsubishi Lancer Evo IX | 3:46:19.0 | 23:58.6 00:33.8 | 0  |
| PWRC    |                 |                 |                          |           |                 |    |
| 01 (8)  | Fumio Nutahara  | Daniel Barritt  | Mitsubishi Lancer Evo IX | 3:45:17.8 | 0:00.0          | 10 |
| 02 (9)  | Gabriel Pozzo   | Daniel Stillo   | Mitsubishi Lancer Evo IX | 3:45:45.2 | 0:27.4          | 8  |
| 03 (10) | Marcos Ligato   | Ruben Garcia    | Mitsubishi Lancer Evo IX | 3:46:19.0 | 1:01.2 0:33.8   | 6  |

Insgesamt wurden 78 von 87 gemeldeten Fahrzeugen klassiert.

### Wertungsprüfungen
| Tag                                               | WP                                    | Name          | Länge         | Start LT / MESZ | Gewinner        | Co-Pilot          | Auto              | Zeit           | Leader          |
| Tag 1 1. September                                |                                       |               |               |                 |                 |                   |                   |                |                 |
| ------------------------------------------------- | ------------------------------------- | ------------- | ------------- | --------------- | --------------- | ----------------- | ----------------- | -------------- | --------------- |
| Tag 1 1. September                                | WP1                                   | Pawse Kamuy 1 | 9,05 km       | 08:03 / 01:03   | Marcus Grönholm | Timo Rautiainen   | Ford Focus RS WRC | 04:38.2        | Marcus Grönholm |
| Tag 1 1. September                                | WP2                                   | Rikebetsu 1   | 2,73 km       | 08:51 / 01:51   | Marcus Grönholm | Timo Rautiainen   | Ford Focus RS WRC | 02:12.1        | Marcus Grönholm |
| Tag 1 1. September                                | WP3                                   | Kanna 1       | 13,86 km      | 09:27 / 02:27   | Sébastien Loeb  | Daniel Elena      | Citroën Xsara WRC | 08:06.3        | Marcus Grönholm |
| Tag 1 1. September                                | WP4                                   | Puray 1       | 34,96 km      | 09:50 / 02:50   | Marcus Grönholm | Timo Rautiainen   | Ford Focus RS WRC | 19:45.3        | Marcus Grönholm |
| Tag 1 1. September                                | Service Kita Aikoku 12:20 / 05:20 Uhr |               |               |                 |                 |                   |                   |                | Marcus Grönholm |
| Tag 1 1. September                                | WP5                                   | Kamuy 2       | 09,05 km      | 14:23 / 07:23   | Marcus Grönholm | Timo Rautiainen   | Ford Focus RS WRC | 04:32.9        | Marcus Grönholm |
| Tag 1 1. September                                | WP6                                   | Rikubetsu 2   | 2,73 km       | 15:11 / 08:11   | Marcus Grönholm | Timo Rautiainen   | Ford Focus RS WRC | 02:07.9        | Marcus Grönholm |
| Tag 1 1. September                                | WP7                                   | Kanna 2       | 13,86 km      | 15:47 / 08:47   | Sébastien Loeb  | Daniel Elena      | Citroën Xsara WRC | 07:52.2        | Marcus Grönholm |
| Tag 1 1. September                                | WP8                                   | Puray 2       | 34,96 km      | 16:10 / 09:10   | Marcus Grönholm | Timo Rautiainen   | Ford Focus RS WRC | 19:06.7        | Marcus Grönholm |
| Tag 1 1. September                                | WP9                                   | Obihiro 1     | 1,30 km       | 15:45 / 11:45   | Sébastien Loeb  | Daniel Elena      | Citroën Xsara WRC | 01:14.2        | Marcus Grönholm |
| Tag 1 1. September                                | WP10                                  | Obihiro 1     | 1,30 km       | 18:55 / 11:55   | Sébastien Loeb  | Daniel Elena      | Citroën Xsara WRC | 01:15.0        | Marcus Grönholm |
| Tag 1 1. September                                | Service Kita Aikoku 19:08 / 12:08 Uhr |               |               |                 |                 |                   |                   |                | Marcus Grönholm |
| Tag 2 2. September                                |                                       |               |               |                 |                 |                   |                   |                | Marcus Grönholm |
| Service Kita Aikoku 06:00 / 23:00 Uhr (01. Sept.) |                                       |               |               |                 |                 |                   |                   |                | Marcus Grönholm |
| WP11                                              | Emina 1                               | 8,18 km       | 07:26 / 00:26 | Marcus Grönholm | Timo Rautiainen | Ford Focus RS WRC | 05:42.1           |                | Marcus Grönholm |
| WP12                                              | Rikubetsu 3                           | 2,73 km       | 08:28 / 01:28 | Marcus Grönholm | Timo Rautiainen | Ford Focus RS WRC | 02:07.4           |                | Marcus Grönholm |
| WP13                                              | Niueo 1                               | 20,75 km      | 08:53 / 01:53 | Sébastien Loeb  | Daniel Elena    | Citroën Xsara WRC | 12:10.6           |                | Marcus Grönholm |
| WP14                                              | Sipirkakim 1                          | 22,43 km      | 09:25 / 02:25 | Sébastien Loeb  | Daniel Elena    | Citroën Xsara WRC | 12:17.0           | Sébastien Loeb |                 |
| WP15                                              | Menan                                 | 16,25 km      | 10:35 / 03:35 | Sébastien Loeb  | Daniel Elena    | Citroën Xsara WRC | 10:17.3           | Sébastien Loeb |                 |
| Service Kita Aikoku 12:20 / 05:20 Uhr             |                                       |               |               |                 |                 |                   |                   | Sébastien Loeb |                 |
| WP16                                              | Rikubetsu 4                           | 2,73 km       | 14:48 / 07:48 | Marcus Grönholm | Timo Rautiainen | Ford Focus RS WRC | 02:04.2           | Sébastien Loeb |                 |
| WP17                                              | Niueo 2                               | 20,75 km      | 15:13 / 08:13 | Sébastien Loeb  | Daniel Elena    | Citroën Xsara WRC | 11:35.9           | Sébastien Loeb |                 |
| WP18                                              | Sipirkakim 2                          | 22,43 km      | 15:45 / 08:45 | Marcus Grönholm | Timo Rautiainen | Ford Focus RS WRC | 12:09.0           | Sébastien Loeb |                 |
| WP19                                              | Menan Short                           | 9,17 km       | 16:55 / 09:55 | Marcus Grönholm | Timo Rautiainen | Ford Focus RS WRC | 05:33.5           | Sébastien Loeb |                 |
| WP20                                              | Obihiro 3                             | 1,30 km       | 18:45 / 11:45 | Sébastien Loeb  | Daniel Elena    | Citroën Xsara WRC | 01:13.1           | Sébastien Loeb |                 |
| WP21                                              | Obihiro 4                             | 1,30 km       | 18:55 / 11:55 | Sébastien Loeb  | Daniel Elena    | Citroën Xsara WRC | 01:12.6           | Sébastien Loeb |                 |
| Service Kita Aikoku 19:08 / 12:08 Uhr             |                                       |               |               |                 |                 |                   |                   | Sébastien Loeb |                 |
| Tag 3 3. September                                |                                       |               |               |                 |                 |                   |                   | Sébastien Loeb |                 |
| Service Kita Aikoku 06:00 / 23:00 Uhr (2. Sept.)  |                                       |               |               |                 |                 |                   |                   | Sébastien Loeb |                 |
| WP22                                              | Rera Kamuy                            | 8,76 km       | 07:19 / 00:19 | Marcus Grönholm | Timo Rautiainen | Ford Focus RS WRC | 05:07.2           | Sébastien Loeb |                 |
| WP23                                              | Panke Nikorpet 1                      | 17,04 km      | 07:44 / 00:44 | Sébastien Loeb  | Daniel Elena    | Citroën Xsara WRC | 09:36.8           | Sébastien Loeb |                 |
| WP24                                              | Penke 1                               | 24,88 km      | 08:20 / 01:20 | Marcus Grönholm | Timo Rautiainen | Ford Focus RS WRC | 14:44.3           | Sébastien Loeb |                 |
| Service Kita Aikoku 10:00 / 03:00 Uhr             |                                       |               |               |                 |                 |                   |                   | Sébastien Loeb |                 |
| WP25                                              | Panke Nikorpet 2                      | 17,04 km      | 11:43 / 04:43 | Marcus Grönholm | Timo Rautiainen | Ford Focus RS WRC | 09:13.4           | Sébastien Loeb |                 |
| WP26                                              | Penke 2                               | 24,88 km      | 12:19 / 05:19 | Marcus Grönholm | Timo Rautiainen | Ford Focus RS WRC | 14:21.5           | Sébastien Loeb |                 |
| WP27                                              | Obihiro 5                             | 1,30 km       | 14:09 / 07:09 | Mikko Hirvonen  | Jarmo Lehtinen  | Ford Focus RS WRC | 01:11.0           | Sébastien Loeb |                 |
| Service Kita Aikoku 14:22 / 07:22 Uhr             |                                       |               |               |                 |                 |                   |                   | Sébastien Loeb |                 |

### Gewinner Wertungsprüfungen
| WP                                          | Anzahl | Fahrer          | Auto              |
| ------------------------------------------- | ------ | --------------- | ----------------- |
| 1, 2, 4–6, 8, 11, 12, 16, 18, 19, 22, 24–26 | 15     | Marcus Grönholm | Ford Focus RS WRC |
| 3, 7, 9, 10, 13–15, 17, 20, 21, 23          | 11     | Sébastien Loeb  | Citroën Xsara WRC |
| 27                                          | 1      | Mikko Hirvonen  | Ford Focus RS WRC |

### Fahrer-WM nach der Rallye
| Pos. | Fahrer          | Punkte |
| ---- | --------------- | ------ |
| 1    | Sébastien Loeb  | 102    |
| 2    | Marcus Grönholm | 69     |
| 3    | Dani Sordo      | 41     |
| 4    | Mikko Hirvonen  | 33     |
| 5    | Manfred Stohl   | 28     |

### Team-Weltmeisterschaft
| Pos. | Team               | Punkte |
| ---- | ------------------ | ------ |
| 1    | Kronos Citroën WRT | 132    |
| 2    | Ford WRT           | 121    |
| 3    | Subaru WRT         | 74     |
| 4    | Peugeot Norway     | 50     |